# Villamuriel de Cerrato (kommunhuvudort)
Villamuriel de Cerrato är en kommunhuvudort i Spanien.   Den ligger i provinsen Provincia de Palencia och regionen Kastilien och Leon, i den centrala delen av landet, 180 km norr om huvudstaden Madrid. Villamuriel de Cerrato ligger 726 meter över havet och antalet invånare är 5 437.
Terrängen runt Villamuriel de Cerrato är varierad. Villamuriel de Cerrato ligger nere i en dal. Runt Villamuriel de Cerrato är det glesbefolkat, med 12 invånare per kvadratkilometer. Närmaste större samhälle är Palencia, 6,7 km norr om Villamuriel de Cerrato. Trakten runt Villamuriel de Cerrato består till största delen av jordbruksmark.